# 6+Plaza購物廣場
24°48′28″N 121°02′20″E / 24.80767463770289°N 121.03884455522481°E
6+Plaza購物廣場位於新竹縣竹北市，鄰近高鐵新竹站，為新竹縣首間購物中心，由暐順集團開發及營運管理，於2017年12月27日試營運，2018年1月26日正式開幕。「6+」取自竹北六家地名之諧音。
高鐵新竹站周邊鄰近新竹科學園區、新竹生物醫學園區，且交通便利而住宅大樓林立，但生活機能相對不足，營造商暐順看重此商機而在高鐵站旁建設複合式商辦大樓暐順經貿大樓，除商辦空間與酒店式公寓外，1樓至5樓為開發商自營的6+Plaza購物廣場。6+Plaza購物廣場緊臨高鐵新竹站與台鐵六家站，兩座車站與6+Plaza購物廣場彼此以空橋相連，可以藉由空橋直達兩鐵

## 樓層介紹
| 樓層 | 主題     | 說明                               |
| ---- | -------- | ---------------------------------- |
| 5F   | 美食饗宴 | 特色餐飲區                         |
| 4F   | 美食饗宴 | 特色餐飲區                         |
| 3F   | 歡樂家庭 | 兒童遊樂、才藝學習、居家生活等品牌 |
| 2F   | 休閒城市 | 休閒、時尚風格專門店               |
| 1F   | 風格時尚 | 休閒、時尚風格專門店               |
| B1   | 便利生活 | 寶雅竹北暐順店                     |

## 周邊設施
- 台灣高鐵新竹站
- 臺灣鐵路六家車站
- 新竹生物醫學園區
- 臺大醫院新竹分院生醫醫院竹北院區

## 外部連結
- 官方网站
- 6+Plaza購物廣場的Facebook專頁